# Nouakchott King's
Pour les articles homonymes, voir Zem.
Maillots
Actualités
Le Nouakchott King's (en arabe : نواكشوط كينغس) est un club mauritanien de football fondé en 1980 et basé à Teyareth, quartier de Nouakchott.

## Histoire
Fondé sous le nom d'ASC Nasr Teyarett, il joue en Première Division, et porte jusqu'en 2016 le nom d' ASC Nasr Zem Zem. Il compte à son palmarès deux Coupes de Mauritanie, remportées en 2013 et en 2022. Ce succès lui a permis de disputer l'édition 2013 de la Supercoupe de Mauritanie, perdue face au FC Nouadhibou.

## Palmarès
| Compétitions nationales |
| --- |
| - Coupe de Mauritanie (2) : - Vainqueur : 2012-13, 2021-22. - Finaliste : 2017-18. - Supercoupe de Mauritanie : - Finaliste : 2013. |

## Personnalités du club

### Présidents du club
- Yacoub Abdallahi Sidya